# Arthur Rudolph
Arthur Louis Hugo Rudolph (Stepfershausen, Meiningen, 9 november 1906 – Hamburg, 1 januari 1996) was een Duitse raketgeleerde die werkte aan de V2-raket. Na de oorlog werkte hij voor het Amerikaanse raketprogramma en stond hij aan de wieg van de Saturnus V-raket die reizen naar de maan van 1969 tot 1973 mogelijk maakte. Hij was lid van de nazi-partij. Na de oorlog werd hij vanwege zijn expertise naar Amerika gehaald.

## Berlijn
Rudolph, afkomstig uit een boerenfamilie, studeerde drie jaar aan een technische school in Schmalkalden. Na enkele banen in Bremen en Berlijn studeerde hij van 1928 tot 1930 aan de Technische Universiteit Berlijn. In 1930 werkte hij bij Heylandt-Werke, waar hij raket-pionier Max Valier leerde kennen. Met Walter Riedel werkte hij aan Valiers raket-projecten. Nadat Valier bij een explosie van een prototype om het leven kwam, verbood Paulus Heylandt verdere raket-experimenten, maar Rudolph ging met Riedel en Alfons Pietsch verder en kwam met een verbeterde en veiligere versie van Valiers prototype. Heylandt liet zijn verbod varen en Pietsch ontwikkelde een raket-auto. Vanwege de hoge kosten werd dit project stopgezet.
In 1931 werd Rudolph lid van de NSDAP. Ook was hij korte tijd lid van de SA. Op  20 april 1940 werd Rudolph benoemd tot SS-Hauptsturmführer (reserve).
In mei 1932 werd hij ontslagen, maar bleef nog kort samenwerken met Pietsch in de zoektocht naar een nieuwe raketmotor. Pietsch ontmoette  Walter Dornberger die de opdracht had gekregen een raket-wapensysteem te ontwikkelen. Na een succesvolle demonstratie van de raketmotor, werkten Rudolph en Riedel onder leiding van Wernher von Braun in Kummersdorf waar het testterrein van nieuwe wapens voor het leger was. Het team, met Dornberger als chef, lanceerde in 1934 met succes twee raketten van het type A2 vanaf het eiland Borkum. Een latere versie, de A4, was het meest succesvol. Deze raket is beter bekend als de V-2.

## V-2
Het team van Dornberger trok in mei 1937 naar Peenemünde, waar Rudolph aan de A-3 werkte. De A-3 werd geplaagd door stuurproblemen en werd nooit een succes. In 1938 kreeg Rudolph de leiding over de planning van de fabriek voor de A-4. Toen de productie van de A-4, omgedoopt in de V-2, in 1943 een aanvang zou nemen, werd Peenemünde in de nacht van 17 op 18 augustus gebombardeerd door de RAF (Operation Hydra). De V-2-productie werd daarop verplaatst naar de ondergrondse fabriek Mittelwerk in Nordhausen. Rudolph kreeg de leiding over de verhuizing van de apparatuur en de productie van de raketten. Hij kreeg de opdracht er voor december vijftig te bouwen, maar door problemen kon hij slechts vier gemankeerde exemplaren afleveren. Het project werd door de nazi-top onder SS-leiding geplaatst en SS-generaal Hans Kammler werd de nieuwe baas. In maart 1945 werd de productie stilgelegd vanwege het gebrek aan onderdelen. Rudolph en zijn staf vertrokken naar Oberammergau, waar hij onder meer Von Braun ontmoette. Daar gaf het gezelschap zich later over aan het Amerikaanse leger.

## Amerika
In het kader van Operation Backfire werd Rudolph in juli 1945 naar Engeland overgebracht, waar hij tot oktober 1945 bleef. Daarna werd hij aan de Amerikanen overgedragen. In november werden Rudolph, Von Braun en de andere V-2-teamleden voor een half jaar naar Amerika gebracht (Operation Overcast). Nadat de Amerikaanse president Operation Paperclip goedkeurde, verbleven zij permanent in Amerika. In januari 1946 werd het team naar White Sands Proving Grounds gebracht, waar het verder ging werken aan de ontwikkeling van de V-2. Omdat hij zonder visum in Amerika was gekomen, werd Rudolph naar Mexico gebracht, waar hij onder aandrang van het Justice Department een visum kreeg. Op 14 april 1949 emigreerde hij officieel naar Amerika. In november 1954 kreeg hij het Amerikaans staatsburgerschap.
In 1950 werd Rudolph overgebracht naar Redstone Arsenal, waar zijn team, nu Ordnance Guided Missile Center genoemd, verderwerkte. Rudolph was de technisch directeur. In 1956 werd hij de project-manager van het Pershing-raket-project, waarvan de eerste test plaatshad in 1960. In 1961 ging hij werken bij NASA, opnieuw onder Wernher von Braun. Hij werd er in augustus 1963 project-directeur van het Saturn V-raket-programma. Hij werkte er aan het raketsysteem en de Apollo-missie. Op 9 november 1967, zijn verjaardag, had de eerste succesvolle lancering plaats, op John F. Kennedy Space Center. De raket zou in juli 1969 worden gebruikt voor de Apollo 11-missie naar de maan. Op dat moment was Rudolph niet meer voor NASA actief; in januari was hij met pensioen gegaan. Rudolph heeft van de NASA twee hoge onderscheidingen gekregen.

## Staatsburgerschap
Rudolph ging met vrouw en dochter in San Jose, Californië, wonen. Kort daarop kreeg hij een hartaanval en werd hij geopereerd. In de jaren 80 ontstonden problemen rond zijn staatsburgerschap, nadat het Office of Special Investigations hem in verband bracht met dwangarbeid in Mittelwerk. In 1983 ondertekende hij een verklaring, waarin hij beloofde Amerika te verlaten en zijn staatsburgerschap op te geven. In ruil daarvoor zou hij, onder meer, niet vervolgd worden. Hij vertrok met vrouw naar Duitsland, waar hij na een onderzoek naar zijn Mittelwerk-tijd, Duits staatsburger kon worden. In Amerika ontstond beroering en werd geroepen om het inleveren van zijn onderscheiding NASA Distinguished Medal. Hij mocht Amerika ook niet meer binnenkomen.
Rudolph overleed op 89-jarige leeftijd aan de gevolgen van een hartaanval.

## Populaire cultuur
- De figuur Hans Udet uit de roman Voyage van Stephen Baxter is gebaseerd op Rudolph.
- De figuur Franz Bettmann uit de film The Good German is deels op hem gebaseerd.
- In het toneelstuk Apollo van Nancy Keystone wordt Rudolph gespeeld door Christopher Shaw.

- Gemeinsame Normdatei: 119327902
- International Standard Name Identifier: 0000 0001 1446 9115
- Library of Congress Control Number: n88005695
- Nationale Bibliotheek van Polen: a0000003232786
- Virtual International Authority File: 67273504
- WorldCat: E39PBJmxRkPyWjfm6vX8gcQ6rq